# باشگاه فوتبال کریبس فریندز لایف
باشگاه فوتبال کریبس فریندز لایف (به انگلیسی: Cribbs Friends Life Football Club) یک باشگاه فوتبال در شهر بریستول، کشور انگلستان است که در سال ۱۹۵۸ میلادی تأسیس شده‌است.